# Résolution 1379 du Conseil de sécurité des Nations unies
Membres permanents
- Chine
- États-Unis
- France
- Royaume-Uni
- Russie

Membres non permanents
- Bangladesh
- Colombie
- Irlande
- Jamaïque
- Mali
- Maurice
- Norvège
- Singapour
- Tunisie
- Ukraine

Résolution no 1378 Résolution no 1380
La résolution 1379 du Conseil de sécurité des Nations unies, adoptée à l'unanimité le 20 novembre 2001. Après avoir rappelé les résolutions 1261 (1999), 1265 (1999), 1296 (2000), 1306 (2000), 1308 (2000), 1314 (2000) et 1325 (2000), le Conseil de sécurité a examiné les dispositions visant à protéger les enfants lors des opérations de maintien de la paix et a prié le Secrétaire général d'identifier les parties au conflit qui utilisent ou recrutent des enfants soldats.
Avant l'adoption de la résolution 1379, Alhaji Babah Sawane, 14 ans, le premier enfant à prendre la parole au Conseil de sécurité, un ancien soldat du Sierra Leone, a exhorté le Conseil à faire tout son possible pour aider les jeunes contraints de se battre dans des situations de conflit armé à travers le monde.

## Résolution

### Préambule
Le Conseil de sécurité a reconnu l’impact des conflits armés sur les enfants et leurs conséquences sur la paix, la sécurité et le développement. Il a réaffirmé son engagement à lutter contre l’impact des conflits armés sur les enfants et a souligné la nécessité pour toutes les parties concernées de se conformer aux dispositions de la Charte des Nations unies et du droit international.

### Dispositif
Le Conseil s’est engagé à prendre en compte la protection des enfants dans les conflits armés lors de l’examen des questions dont il est saisi, ainsi que les dispositions relatives à la protection des enfants lors de l’examen des mandats des opérations de maintien de la paix.
Il a appuyé les travaux en cours du secrétaire général, du représentant spécial du secrétaire général pour les enfants et les conflits armés, du Fonds des Nations unies pour l’enfance, du Haut-Commissariat des Nations unies pour les réfugiés, du Haut-Commissariat des Nations unies aux droits de l’homme et d’autres organisations. L’importance d’un accès sans entrave des organisations humanitaires aux zones de conflit, en particulier pour les groupes vulnérables, a été soulignée. La résolution aborderait également l’impact des sanctions sur les enfants. En outre, le Conseil avait l’intention d’examiner les liens entre les conflits armés et le terrorisme, le commerce illégal de minéraux précieux, le trafic d’armes et d’autres activités criminelles.
Toutes les parties à un conflit armé ont été appelées à : 
a) respecter les instruments internationaux relatifs aux enfants dans les conflits armés ;
b) protéger et fournir une assistance aux réfugiés et aux personnes déplacées à l’intérieur des pays ;
c) promouvoir et protéger les droits des filles dans les conflits armés ;
d) respecter les engagements pris auprès du représentant spécial du secrétaire général pour les enfants et les conflits armés ;
e) assurer la protection des enfants dans les accords de paix.
Il a également été demandé à tous les États membres, au Secrétaire général, aux organismes des Nations unies et à diverses organisations internationales de se pencher sur la protection des enfants et des enfants soldats dans les zones de conflit armé. Le secrétaire général Kofi Annan a été prié de soumettre un rapport avant le 31 octobre 2002 sur la mise en œuvre de la résolution actuelle et de dresser une liste des parties impliquées dans un conflit armé qui ont recruté des enfants en violation de leurs obligations internationales. 23 parties ont été listées par la suite.

## Voir également
- Résolution 1261 du Conseil de sécurité des Nations unies